# Amilcar C8
La C8 era un'autovettura di fascia alta prodotta dal 1930 al 1932 dalla Casa francese Amilcar.

## Storia e profilo
La prima C8 nacque da un progetto al quale la Casa di Saint-Denis aveva lavorato alla fine degli anni venti per proporre una vettura dedicata ad una clientela più abbiente. Di fatto, si trattava della prima Amilcar con motore ad 8 cilindri.

Disponibile come berlina, coupé o cabriolet, la C8 era una vettura abbastanza imponente nelle sue dimensioni. La concorrenza era fatta di vetture del calibro di Delage DS e Panhard & Levassor CS.

La C8 era equipaggiata da un 8 cilindri in linea della cilindrata di 2330 cm³. La distribuzione era ad asse a camme in testa. La potenza massima era di 58 CV a 4000 giri/min.

La trazione era posteriore ed il cambio era manuale a 4 marce.

Le sospensioni erano a semibalestre sia all'avantreno che al retrotreno.

La C8 raggiungeva la velocità massima di circa 120 km/h.

La C8 riscosse uno scarso successo commerciale per via dei problemi di affidabilità che il suo motore creava. La situazione non migliorò neppure con i modelli successivi, denominati C8 bis e CS8, dotati di alcuni perfezionamenti.

La C8 fu perciò tolta di produzione alla fine del 1932 e fu sostituita nel 1934 dalla Pégase con motore da 2.5 litri.